# Sikirica
Sikirica ist ein Dorf der Gemeinde Paraćin im Bezirk Pomoravlje in Serbien.
Das Dorf hatte laut Zensus 2011 921 Einwohner und umfasst eine Fläche von 8 km². Die Schule Branko Krsmanović des Dorfes hat etwa 600 Schüler, die aus den angrenzenden sechs Nachbardörfern (Gornje Vidovo, Ratari, Drenovac, Krežbinac, Busilovac und Golubovac) kommen.